# Quérigut
Quérigut – miejscowość i gmina we Francji, w regionie Oksytania, w departamencie Ariège. Przez gminę przepływa rzeka Aude. 
Według danych na rok 2010 gminę zamieszkiwały 143 osoby, a gęstość zaludnienia wynosiła 4 osób/km².